# Simone Consonni
Simone Consonni, född 12 september 1994 in Ponte San Pietro, är en italiensk professionell landsvägscyklist och bancyklist.

## Karriär
Consonni medverkade i Italiens lag i lagförföljelse där de vann både guld i OS 2020 och VM. Vid OS 2024 tog han silver i madison och ingick i det italienska lag som tog brons i lagförföljelse.